# Bartini Stal-7
O Stal-7 foi um avião comercial projetado e construído na União Soviética a partir de 1934.

## Desenvolvimento
A Aeroflot emitiu um requerimento para dois novos aviões comerciais. Bartini iniciou o o projeto em Outubro de 1934 em uma aeronave para cumprir com a especificação de 10/12 assentos. Inicialmente, o Stal-7 utilizaria uma estrutura de tubos de aço treliçados, cobertos com tela, mas problemas com a complexidade e flexibilidade da estrutura, fez com que Bartini redesenhasse a aeronave com uma estrutura monocoque com uma liga-leve. 
O trem de pouso retrátil hidraulicamente retraía para trás e para dentro das naceles dos motores, onde eram posicionados na junção da asa. O bordo de fuga possuía flaps na parte de dentro e ailerons na parte de fora. Tanto a superfície da asa como da cauda eram extremamente afuniladas e as seções internas da asa eram acentuadamente inclinadas para passar pela fuselagem.
Os testes de voo se iniciaram na primavera de 1937, pilotado por N. P. Shebanov, revelando alta eficiência em velocidade, alcance e carga paga. O Stal-7 se acidentou na decolagem durante o teste completamente carregado, fazendo com que Bartini fosse preso e enviado para um gulag na Sibéria.
O reparo do Stal-7 foi feito sob a direção de Vladimir Yermolaev em 1939 e a aeronave continuou a demonstrar um excelente desempenho em cruzeiro durante um voo de 5.068 km sem paradas entre, Moscou – Sverdlovsk – Sebastopol – Moscou, com a média de velocidade de 405 km/h (219 kn).
O impressionante desempenho do Stal-7 fez com que Yermolaev fosse designado chefe do OKB-240, para desenvolvê-lo em um bombardeiro de longo alcance, resultando no DB-240 (em russo:  Dal'niy Bombardirovschik – bombardeiro de longo alcance), Yer-2 e Yer-4.